# Il leone e la mosca
Il leone e la mosca appartiene al genere delle leggende e delle fiabe curde dell'area curdo-turca.
Le leggende e le fiabe curde sono parabole che tendono a non drammatizzare gli eventi e talvolta sono beffarde. La religiosità è uno dei tanti temi, ma non è vissuta come elemento essenziale; molto diffuse sono le fiabe animali alle volte con uno sfondo morale, i  protagonisti delle quali spesso fanno parte del mondo sociale reale curdo.

## Trama
Un giorno la mosca ritrovandosi collocata sulla pancia di un leone, decise di diventarne amica e per fare questo tentò di attirare l'attenzione del re degli animali. Non riuscendo nell'impresa si avvicinò all'orecchio del leone invitandolo a stringere un patto di amicizia ma il re non prese in considerazione la proposta, derise la mosca e la scacciò in malo modo. Quest'ultima meditò una vendetta e si infilò in fondo alle narici del leone disturbandolo notevolmente al punto da costringerlo a dare una serie di musate su una roccia finendo così con l'insanguinarsi il naso; a causa della presenza della mosca, il leone piano piano impazzì e si gettò da una rupe e morì. Appena un attimo prima la mosca uscì dalle narici per chiedere nuovamente al leone se voleva fare la pace e stringere una amicizia.